# Rhyacophila appalachia
Rhyacophila appalachia är en nattsländeart som beskrevs av Morse och Ross 1971. Rhyacophila appalachia ingår i släktet Rhyacophila och familjen rovnattsländor. Inga underarter finns listade i Catalogue of Life.